# クレア・ブース・ルース

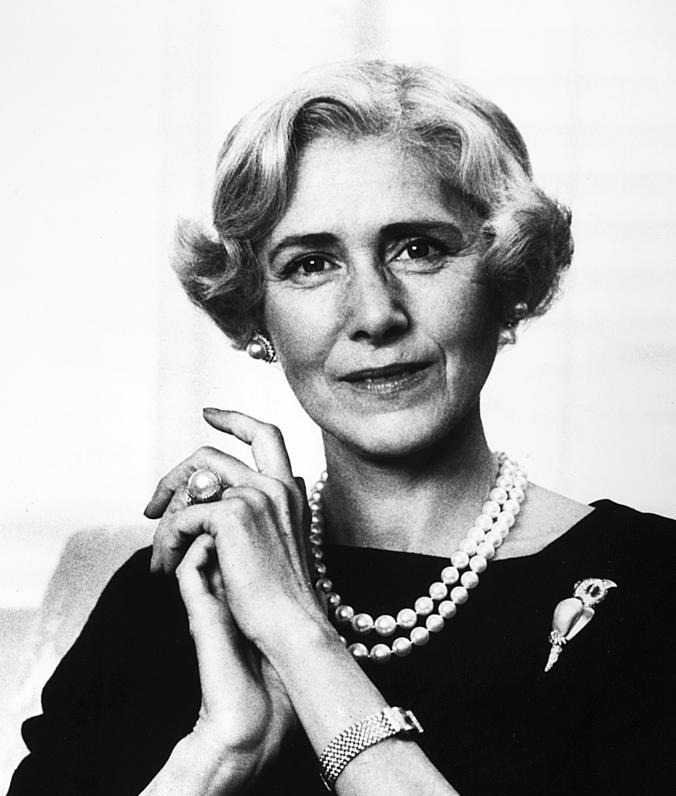
撮影時期不詳

クレア・ブース・ルース（英語: Clare Boothe Luce、1903年3月10日 - 1987年10月9日）アメリカ合衆国の作家、政治家。
駐イタリアアメリカ合衆国大使、駐ブラジルアメリカ合衆国大使。誕生名はアン・クレア・ブース（Ann Clare Boothe）。
1936年に発表した『ザ・ウーマン』の人気で知られ、著作にはドラマや映画の脚本のほか、小説、報道、戦争記録など多岐にわたる。